# Sous-préfecture de Cidade Ademar
 (septembre 2022).
La mise en forme du texte ne suit pas les recommandations de Wikipédia : il faut le « wikifier ».
Les points d'amélioration suivants sont les cas les plus fréquents. Le détail des points à revoir est peut-être précisé sur la page de discussion.
- Les titres sont pré-formatés par le logiciel. Ils ne sont ni en capitales, ni en gras.
- Le texte ne doit pas être écrit en capitales (les noms de famille non plus), ni en gras, ni en italique, ni en « petit »…
- Le gras n'est utilisé que pour surligner le titre de l'article dans l'introduction, une seule fois.
- L'italique est rarement utilisé : mots en langue étrangère, titres d'œuvres, noms de bateaux, etc.
- Les citations ne sont pas en italique mais en corps de texte normal. Elles sont entourées par des guillemets français : « et ».
- Les listes à puces sont à éviter, des paragraphes rédigés étant largement préférés. Les tableaux sont à réserver à la présentation de données structurées (résultats, etc.).
- Les appels de note de bas de page (petits chiffres en exposant, introduits par l'outil «  Source ») sont à placer entre la fin de phrase et le point final[comme ça].
- Les liens internes (vers d'autres articles de Wikipédia) sont à choisir avec parcimonie. Créez des liens vers des articles approfondissant le sujet. Les termes génériques sans rapport avec le sujet sont à éviter, ainsi que les répétitions de liens vers un même terme.
- Les liens externes sont à placer uniquement dans une section « Liens externes », à la fin de l'article. Ces liens sont à choisir avec parcimonie suivant les règles définies. Si un lien sert de source à l'article, son insertion dans le texte est à faire par les notes de bas de page.
- La présentation des références doit suivre les conventions bibliographiques. Il est recommandé d'utiliser les modèles {{Ouvrage}}, {{Chapitre}}, {{Article}}, {{Lien web}} et/ou {{Bibliographie}}. Le mode d'édition visuel peut mettre en forme automatiquement les références.
- Insérer une infobox (cadre d'informations à droite) n'est pas obligatoire pour parachever la mise en page.

Pour une aide détaillée, merci de consulter Aide:Wikification.
Si vous pensez que ces points ont été résolus, vous pouvez retirer ce bandeau et améliorer la mise en forme d'un autre article.

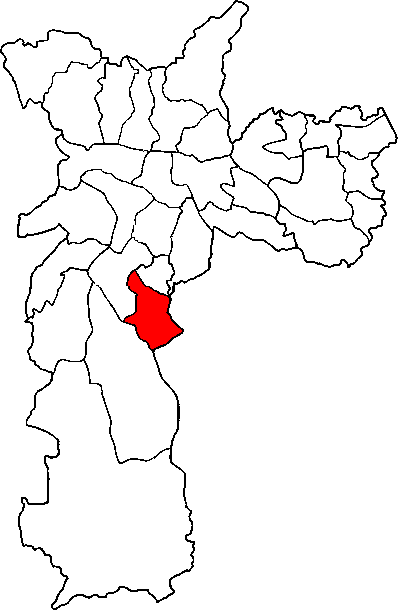
La sous-préfecture de Cidade Ademar dans la "municipio" de Sao Paulo

La sous-préfecture de Cidade Ademar est régie par la loi n° 13 999 du 1er août 2002 et est l'une des 32 sous-préfectures de la municipalité de São Paulo. Elle est composée de deux districts : Cidade Ademar et Pedreira, qui représentent ensemble 30,7 km², et habitée par plus de 410 000 personnes, dont plus de 80 000 vivent dans des bidonvilles.
Le quartier le plus influent du district de Cidade Ademar est Jardim Míriam, avec environ 100 000 habitants, dont 20 000 vivent dans des bidonvilles (Canto da Noite et Boca do Sapo).
Actuellement, la sous-préfecture de Cidade Ademar a pour sous-maire le spécialiste de la gestion de l'environnement, Júlio César Carreiro,, qui assumera le poste jusqu'en 2021.

## Districts appartenant à la Mairie Régionale de Cidade Ademar

### Cidade Ademar
Superficie : 12,00 km²
Population (2010) : 266 681 habitants.
Densité démographique : 22 223 (habitants/km²)
Les villages et les quartiers appartenant au district de Cidade Ademar sont nés du processus d'urbanisation, conséquence de l'exode rural des années 70. Il y a eu une augmentation considérable de la population dans la région.
Jusqu'en 1996, Cidade Ademar était associée à la région administrative de Santo Amaro, appartenant à la région périphérique du centre urbain de Santo Amaro.
En 1997, la sous-préfecture de Cidade Ademar a été créée par le maire de cette année-là Paulo Maluf.

### Pedreira
Superficie : 18,70 km²
Population (2010) : 144 317 habitants.
Densité démographique : 7 717 (habitants/km²)
Le district de Pedreira tire son nom des grandes carrières (pedreiras en portugais) qui se trouvaient à proximité. Les principales avenues de la région sont : Avenue Nossa Senhora de Sabará et Estrada do Alvarenga.